# میل کریک ایست (واشینگتن)
میل کریک ایست (به انگلیسی: Mill Creek East) یک منطقهٔ مسکونی در ایالات متحده آمریکا است که در واشینگتن واقع شده‌است. میل کریک ایست ۱۵٬۷۰۹ نفر جمعیت دارد و ۱۰۸ متر بالاتر از سطح دریا واقع شده‌است.